# La Palma (kommun)
La Palma är en kommun i Colombia.   Den ligger i departementet Cundinamarca, i den centrala delen av landet, 90 km norr om huvudstaden Bogotá. Antalet invånare är 9 918. Arean är 191 kvadratkilometer.
Terrängen i La Palma är kuperad åt nordost, men åt sydväst är den bergig.